# Dolly Rathebe
Dolly Rathebe, née le 2 avril 1928, morte le 16 septembre 2004, est une actrice et chanteuse sud-africaine de jazz.

## Biographie
Elle est née Joséphine Kedibone à Randfontein, près de Johannesbourg, en 1928. Son père est un travailleur migrant et sa mère vient d'une famille d'agriculteurs. Elle fait ses études dans une école missionnaire de Sophiatown, ville de peuplement noir à l'ouest de Johannesbourg.
Elle est découverte vers 1948, après avoir chanté lors d'un pique-nique à Johannesbourg. Elle devient célèbre dès la fin des années 1940, en tenant un rôle de chanteuse de boîte de nuit dans le film Jim Comes to Jo'burg,,,.
L'essentiel de sa notoriété tient quand même à la place particulière qu'elle tient pendant quatre décennies sur la scène musicale sud-africaine, notamment par sa présence au sein de l'orchestre The Elite Swingers, fondé en 1958, « mis en veilleuse » en 1970 en raison de conditions économiques et politiques difficiles, puis « réanimé » en 1989,.
Elle est morte le 16 septembre 2004 près de Pretoria, des suites d'une congestion cérébrale. L'ancien président Nelson Mandela a rendu un hommage vibrant à la chanteuse disparue.